# عمر كايتانو
عمر كايتانو (بالإسبانية: Omar Caetano)‏ (8 نوفمبر 1938 بمونتفيدو في الأوروغواي - 2 يوليو 2008 بمونتفيدو في الأوروغواي) هو لاعب كرة قدم أوروغواني في مركز الوسط، شارك في كأس العالم 1966 وكأس العالم 1970. وشارك مع منتخب الأوروغواي لكرة القدم. أما مع النوادي، فقد لعب مع بنيارول ونيويورك كوسموس.

## وصلات خارجية
- عمر كايتانو على موقع الاتحاد الدولي (مؤرشف)  (الإنجليزية)
- عمر كايتانو على موقع الاتحاد الأوربي (الإنجليزية)
- عمر كايتانو على موقع قاعدة بيانات كرة القدم.إي يو (الإنجليزية)
- عمر كايتانو على موقع بيانات كرة القدم. دي إي (الألمانية)
- عمر كايتانو على موقع ناشيونال فوتبول تيمز (الإنجليزية)
- عمر كايتانو على موقع Soccerway.com (الإنجليزية)